# 森下辰夫
森下辰夫（もりした たつお、1904年 - 1970年）は、日本のフランス文学・言語学者、霊能力者。

## 人物
大阪府に生まれる。1928年京都帝国大学文学部仏文科卒業。外資系会社オデオン、天理外国語学校、関西日仏協会勤務、1938年満州建国大学教授。1941年霊能力を得たと信じる。敗戦後公職追放。1949年京都工芸繊維大学教授。1967年京都産業大学教授。没後勲三等遺贈。英文で書き未発表だった『心霊問題と人間』が没後邦訳された。
失職した森下が大阪の帝塚山学院で開いていた仏独語の塾で、谷沢永一と開高健が出会った（谷沢『回想開高健』）。
日東蓄音機ツバメ印ニットーレコード社長、森下辰之助の長男として生まれる。
「皇国史観」の代表的歴史家の平泉澄の義弟である。

## 著書
- 『涙と笑』拓文堂　1942
- 『英語新考』大翠書院　1948
- 『言語哲学序説 表現と実体』大翠書院　1948
- 『独逸語新考』大翠書院　1948
- 『仏蘭西語新考』大翠書院　1948
- 『心霊問題と人間』小松千加弘訳　近代文芸社　1996　のち文芸社

## 翻訳
- バレー『天理教 天理の宗教』天理図書館　1933
- ポール・ブールジェ『秩序の為に』至文堂　1937
- モーパッサン『或女の告白』大翠書院・フランス文学珠玉選集　1947
- ジェラール・ド・ネルヴァル『美はしき放浪』大翠書院・フランス文学珠玉選集　1948
- ヴォルテール『白と黒 哲学的物語』大翠書院　1948